# Stuhlmannium
Stuhlmannium is een geslacht van kevers uit de familie van de loopkevers (Carabidae). De wetenschappelijke naam van het geslacht is voor het eerst geldig gepubliceerd in 1894 door Kolbe.

## Soorten
Het geslacht Stuhlmannium is monotypisch en omvat slechts de volgende soort:
- Stuhlmannium mirabilis Kolbe, 1894